# مارك عبود
مارك عبود (بالإنجليزية: Mark Abboud)‏ (19 نوفمبر 1970 بروشستر في الولايات المتحدة - ) هو مدرب كرة قدم ولاعب كرة قدم أمريكي في مركز الوسط. لعب مع نادي دبي ونادي غرونوبل وMinnesota Thunder ‏ وK.F.C. Lommel S.K. ‏ وتامبا باي راوديز وميلواكي وايف.